# اوتزنیا
اوتزنیا (به ایتالیایی: Ozegna) یک کومونه در ایتالیا است که در استان تورین واقع شده‌است. اوتزنیا ۵٫۵ کیلومتر مربع مساحت و ۱٬۱۹۲ نفر جمعیت دارد.